# Trebel
Trebel er en 74 km lang biflod til floden Peene i den tyske delstat Mecklenburg-Vorpommern. Åens nedre løb dannede grænsen mellem de historiske stater Vorpommern og Mecklenburg.

## Strækning
Trebel dannes ved sammenløbet af Poggendorfer Trebel og Kronhorster Trebel ved Grimmen. Derfra løber den mod vest til byen Tribsees, hvor den drejer mod syd. Her begynder dens nedre løb, der danner grænsen mellem landsdelne Mecklenburg og Vorpommern (frem til 1815: Svensk Pommern).
Ved landsbyen Bassendorf munder åen Warbel ud i Trebel og derfra løber den i sydøstlig retning mod Demmin, hvor Trebel munder ud i floden Peene.

## Eksterne kilder og henvisninger
1. ↑  Lexikon Mecklenburg-Vorpommern, Hinstorff Verlag, 1:a upplagan (2007), ISBN 978-3-356-01092-3
2. ↑  Trebel, i Nordisk familjebok, 2:a upplagan (1919)

- Wikimedia Commons har flere filer relateret til Trebel

53°54′52″N 13°01′11″Ø / 53.9144°N 13.0196°Ø